# Smerinthus atlanticus
Smerinthus atlanticus är en fjärilsart som beskrevs av Jules Leon Austaut 1890. Smerinthus atlanticus ingår i släktet Smerinthus och familjen svärmare. Inga underarter finns listade i Catalogue of Life.